# Nikita (Fernsehserie, 2010)
Nikita ist eine US-amerikanische Fernsehserie, die von 2010 bis 2013 von Warner Bros. Television produziert wurde. Die Serie basiert auf dem französischen Film Nikita des Regisseurs Luc Besson, der Neuverfilmung Codename: Nina und der gleichnamigen Fernsehserie aus dem Jahr 1997. Sie besteht aus 73 Episoden, die sich über vier Staffeln erstrecken, und wurde vom 9. September 2010 bis zum 27. Dezember 2013 auf dem Sender The CW ausgestrahlt. Die Hauptfigur der Serie ist Nikita, die von der geheimen Organisation Division zur Killerin ausgebildet wurde. Als ihr Verlobter von der Division umgebracht wird, taucht sie drei Jahre lang unter und setzt danach alles daran, die Organisation zu Fall zu bringen.

## Ausgangshandlung
Im Gegensatz zum Film und der Fernsehserie mit Peta Wilson konzentriert sich die Neuauflage auf die Zeit, nachdem Nikita die Division verließ. Außerdem ist die Serie mehr an den zugrunde liegenden Film Nikita angelehnt als die ursprüngliche Reihe aus dem Jahr 1997. Zusätzlich wurden im Remake mehrere neue Figuren eingeführt.
Im Mittelpunkt der Serie steht die geheime Organisation Division, die inhaftierte junge Straftäter rekrutiert. Oftmals findet dies kurz vor der Vollstreckung des Todesurteils statt. Durch den Glauben, sie seien tot, kann die Division den so gewonnenen Anwärtern eine neue Identität geben, sie zu Agenten und Killern ausbilden und für meist illegitime Zwecke einsetzen. Da es Nikitas erklärtes Ziel ist, die Organisation auszumerzen, gibt es innerhalb dieser viele Gegenspieler. Hierzu zählen Percy, der skrupellose Leiter der Division, sowie Amanda, ein hochrangiges Mitglied, die auf psychologische Manipulationen spezialisiert ist. Außerdem stellt sich Michael, der für die kämpferische Ausbildung der Rekruten zuständig ist und bereits Nikita trainierte, als ein Widersacher heraus, der ihr durch die langjährige Einsatzerfahrung mit ihr stets dicht auf der Spur ist. Mit Hilfe von Alex, die Nikita in das Trainingsprogramm der Division einschleusen konnte, nimmt sie den Kampf gegen die Organisation auf, wobei im Laufe der weiteren Handlung zusätzliche Unterstützung, aber gleichzeitig auch neue Feinde hinzukommen.

## Figuren
Nikita Mears
Als Teenager war Nikita in einer Pflegefamilie untergebracht. Bedingt durch ihre schwierige Vergangenheit geriet sie auf die schiefe Bahn, was darin gipfelte, dass sie einen Polizisten erschoss. Im Gefängnis, kurz vor ihrer Hinrichtung, wurde sie von der Division rekrutiert, was sie Nikita als zweite Chance präsentieren – eine Wahl, bei der ihr keinerlei Mitspracherecht zugestanden wurde. Sie wird zu einer Agentin und Mörderin ausgebildet. Während ihrer körperlich und psychisch harten und zermürbenden Ausbildung verliert sie jedoch nie ihre Menschlichkeit und verliebt sich in einen Zivilisten namens Daniel Monroe. Doch als ihr späterer Verlobter von der Division ermordet wird, wird Nikita klar, dass die Organisation dahinter steckt. Sie schwört Rache, verlässt die Division und taucht für drei Jahre unter. Als sie zurückkehrt, macht sie es sich, mit Hilfe ihres Schützlings Alex, die sie von der Straße geholt hat, zur Aufgabe, die Division zu zerstören. Charakteristisch für Nikita ist, dass ihr Sinn für Moral und Gerechtigkeit zu jedem Zeitpunkt eine bedeutende Rolle spielen, weshalb sie auch große Empathie für ihre Mitstreiter entwickelt. Gerade dieser Wesenszug entpuppt sich als ihr größter Schwachpunkt, der gerade von Amanda und Percy immer wieder ausgenutzt wird.
Michael Bishop
Michael ist Lieutenant der Geheimdienstorganisation und Percys rechte Hand. Ihm obliegt die Ausbildung der Rekruten und die Mitorganisation von Einsätzen, wobei er auch im Außeneinsatz langjährige Erfahrung hat. Er bildete auch Nikita aus und verliebte sich dabei heimlich in sie. Michael trägt die Verantwortung dafür, Nikita aufzuspüren und sie zu Fall zu bringen, doch er lässt sie aufgrund der Gefühle für sie teils freiwillig, teils unfreiwillig mehrfach entkommen. Auch für Alex legt er des Öfteren seine Hand ins Feuer, da sie in seinen Augen eine äußerst fähige Rekrutin ist. Seine Loyalität gegenüber der Division erlischt, als er erfährt, dass seine Frau Elisabeth und seine Tochter Hailey ebenfalls durch einen Anschlag der Organisation umgebracht wurden, dessen tatsächliches Ziel eigentlich er selbst sein sollte. Ab diesem Zeitpunkt fungiert Michael als Doppelagent und schließt sich Nikitas Seite an, bis er schließlich ebenfalls als offen Abtrünniger überläuft und als Feind der verbleibenden Truppe um die Division klassifiziert wird.
Alexandra „Alex“ Udinov
Alex ist eine 19-jährige neuen Rekrutin bei der Division. Ähnlich wie Nikita hat sie eine schlimme Zeit erlebt. Nachdem sie als Kind Augenzeugin am Mord ihrer Eltern durch die Hand von Division wurde, geriet ihr Leben völlig aus den Fugen. Verfolgt von ihrer Vergangenheit, landet sie als Drogenabhängige auf der Straße und macht als Gefangene eines Menschenhändlers auch mit dem Milieu der Zwangsprostitution Bekanntschaft. Einige Jahre später wird sie wegen Raubes festgenommen und daraufhin ebenso von der Division „gerettet“. Die Organisation weiß jedoch nicht, dass Alex’ Festnahme nichts als der Gipfel des heimlichen und langfristigen Plans Nikitas ist, auf diese Weise die Division von innen zu unterwandern. Vor Jahren nahm sich Nikita ihrer an, machte mit ihr den Entzug und bildete sie aus, um Alex auf ihre Zeit in der Division vorzubereiten und um den dortigen Schikanen widerstehen zu können. Nach ihrem Beschluss, die Division zu verlassen, installierte Nikita heimlich ein Programm in deren Computernetzwerk, welches als rudimentäres Kommunikationsmittel für sie und Alex dient, um die geplanten Missionen im Sinne der abtrünnigen Agentin beeinflussen zu können. Dabei kann Alex sowohl für Nikita interne Informationen beschaffen als auch innerhalb des Machtgefüges der Division überdurchschnittliche Leistungen bei ihren Aufträgen erzielen. Dadurch steigt Alex schon nach kurzer Zeit zur vollwertigen Agentin auf, wodurch sie sich auch außerhalb des Hauptquartiers frei bewegen kann, was ihr Dasein als Doppelagentin für Nikita zusätzlich begünstigt. Nachdem bekannt wird, dass sie als geborene Alexandra Udinov, Alleinerbin eines einflussreichen russischen Familienimperiums, noch am Leben ist, obwohl der gesamte Clan augenscheinlich durch die Hand von Division ausgelöscht wurde, versuchen Alex und Nikita, ihre wahre Identität geheim zu halten.
Seymour Birkhoff/Lionel Peller
Birkhoff wurde unter dem Namen Lionel Peller geboren. Er ist ein Computergenie, wird oft scherzhaft auch als „Nerd“ bezeichnet und machte sich in der Hacker-Community einen Namen als Shadow Walker, da er sich zu seiner Collegezeit illegal von Zuhause aus Zugang zum Netzwerk des Pentagon verschaffte, wodurch er auch in polizeiliches Gewahrsam geriet. Er wurde zur gleichen Zeit wie Nikita für die Division rekrutiert und ist dort als Computer-Administrator tätig. Auch für laufende Missionen verschafft er der Organisation Zugriff zu vielerlei Daten, die er mithilfe des von ihm programmierten Tools ShadowNet beschafft. Zudem erhielt er ebenso die Grundausbildung bei der Division, wobei es ihm jedoch zuwider ist, zur Waffe zu greifen. Durch seine Schlüsselposition ist es unvermeidlich, dass Birkhoff Zugang zum inneren Zirkel der Division hat, da ihn Percy einige seiner Projekte anvertraut. Hierzu zählen unter anderem die Verschlüsselung der sogenannten Blackboxes sowie die Verwaltung der eigens für die Organisation entwickelten Killchips. Erstere sind sieben externe und verschlüsselte Datenspeicher, auf welchen sämtliche Daten zu Operationen und auch Regierungsgeheimnisse enthalten sind, welche Percy als Garantie für seine persönliche Unversehrtheit anfertigen ließ und die die Weltordnung erschüttern würden, wenn sie ans Licht kämen. Bei zweiteren handelt es sich um Implantate, die jedem Mitglied der Division bei der Aufnahme eingepflanzt wurden und sowohl als GPS-Tracker als auch Mittel zur sofortigen ferngesteuerten Tötung dienen. Im Falle der Aktivierung sieht es so aus, als wäre die entsprechende Person einem Hirn-Aneurysma erlegen, wodurch der Tod nicht in Zusammenhang mit der Division gebracht werden kann. Charakteristisch für Birkhoff ist seine Ausdrucksweise, der legere Kleidungsstil und sein rebellischer Geist, der im Verlauf der Serie immer deutlicher zur Geltung kommt. Dadurch, dass er Nikita heimlich vermisst, und sie bei ihren Sabotageakten gegen die Organisation meist „Nikki“ nennt, gerät er bald in den Verdacht, eigentlich auf ihrer Seite zu stehen, was im Verlauf der Serie auch der Fall ist.
Helen „Amanda“ Collins
Amanda ist eine weitere hochrangige Agentin der Division und eine Meisterin der Manipulation, die nach ihrer Aussage jedes hässliche Entlein in einen Schwan und jedes Weichei in einen Killer verwandeln kann. Alle Rekruten verbringen mit ihr einen Teil der Trainingszeit. Ihre psychologische Kriegsführung, Manipulationen und Strategien sind der Schlüssel zu Percys gesamten Operationen. Dieses Wissen stammt aus ihrer Vergangenheit, da sie als Kind unter ihrem richtigen Namen Helen als Versuchsperson für grausame neurologische Untersuchungen ihres Vaters missbraucht wurde. Dieser hielt sie jahrelang im Keller ihres Wohnhauses gefangen, um Verhaltensexperimente an ihr durchzuführen. Sie kann jedoch entkommen, wobei sie ihn und ihre Zwillingsschwester Amanda tötet. Als Lieblingskind blieb jene von der Grausamkeit ihres Vaters verschont, daher nimmt Helen die Identität von Amanda an. Einzig Nikita ist diejenige, der gegenüber Amanda ihre dunkle Vergangenheit enthüllt. Dadurch, dass sie eine Faszination für Nikita entwickelt, die nach und nach zur Obsession wird, kann Amanda nicht mehr rational denken, wenn es um Nikita geht. So schlagen viele Operationen von Division unter Amandas Leitung fehl und obwohl sie mehrere Gelegenheiten hat, Nikita umzubringen, ist sie dazu nicht in der Lage.
Percival „Percy“ Rose
Percy ist der rücksichtslose Anführer und Gründer der Division. Nachdem Nikita Rache geschworen hat, will er alles tun, um sie zu töten und sein Imperium zu beschützen. Dabei geht er rücksichtsloser vor, als er auf den ersten Blick wirkt, was ihm schlussendlich ein rationales Handeln unmöglich macht, wenn es um Nikita geht, die viele seiner geplanten Operationen sabotiert. Im Verlauf der Serie giert Percy neben Nikitas Tod nach immer mehr Macht und Einfluss, was ihn schlussendlich seine Position bei der Division kostet. Amanda wird zum Kopf der Organisation und hält Percy als Gefangenen in einer gläsernen Zelle innerhalb der Division fest. Dort genießt er jedoch aufgrund seines Einflusses einige Privilegien, die er sich unter anderem mithilfe der „Blackboxes“ sichern konnte. Auf diesen insgesamt sieben externe Datenträgern befindet sich genug belastendes Material, beispielsweise die Auftraggeber der Division, wozu auch die US-Regierung zählt. Dies stellt gleichzeitig auch eine Lebensversicherung für Percy dar, da im Falle seines Todes diese Informationen sofort veröffentlicht würden. Um die Daten auf den Festplatten vor Fremdzugriff zu schützen, wurden hierfür von Percy heimlich sogenannte „Wächter“ ausgebildet, die diese Laufwerke mit ihrem Leben beschützten.
Sean Mason Pierce
Sean ist im Gegensatz zu vielen anderen Agenten bei der Division nicht nach dem Standardverfahren rekrutiert worden, indem sein Tod vorgetäuscht wurde, sondern ursprünglich ein Mitglied der Navy SEALs. Im Rahmen seiner Tätigkeit für Oversight – einer kriminellen Organisation besteht aus mächtigen Politikern und Wirtschaftsgrößen, die eigene machtpolitische Ziele verfolgen und denen die Division untersteht – war er dafür zuständig, die Division nach Percys Ausscheiden aus der Führungsebene zu überwachen. Hier lernt er Alex kennen, welcher er zunächst misstraut, weshalb er beauftragt wird, sie zu verführen, aber im weiteren Verlauf der Serie eine Beziehung mit ihr anstrebt. Seine Mutter, Senatorin Madeline Pierce, fungiert im Geheimen als Gründungsmitglied jener Gruppe. Seans oberstes Ziel ist es, seine Mutter zu beschützen, was ihm jedoch nicht gelingt. Er ist hin- und hergerissen zwischen seiner Aufgabe als Beobachter im Auftrag von Oversight und der Frau, die er liebt. Schließlich läuft er ebenfalls auf Nikitas Seite über.
Owen Elliot/Sam Matthews
Owen ist ein sogenannter „Cleaner“. Diese Bezeichnung charakterisiert diejenigen Agenten der Division, welche für das Aufräumen und die Reinigung der Tatorte nach einem Einsatz zuständig sind. Im späteren Verlauf der Serie ernennt ihn Percy zu einem Wächter und vertraut ihm eine „Blackbox“ an. Während seiner Zeit als Schläfer verliebt er sich in die Zivilistin Emily Robinson, obwohl dies einen klaren Verstoß gegen die Politik der Division darstellt. Im Rahmen einer Operation erlangt Nikita Kenntnis über Owens Aufenthaltsort, und damit auch über den Standort der „Blackbox“. Er bittet Percy um einen Standortwechsel, dem er zustimmt. Insgeheim plant Percy aufgrund dessen Regelverstöße jedoch seine Ermordung und kündigt an, selbst zur Operation dazuzustoßen, in deren Verlauf Emily ums Leben kommt. Owen schwört Rache, kehrt der Division und zunächst auch Nikita den Rücken, schließt sich aber später der Widerstandsbewegung an. Owen leidet seit seiner Rekrutierung durch die Division an einem Gedächtnisverlust, der mithilfe eines chirurgischen Eingriffs von Amanda herbeigeführt wurde. Durch einen weiteren derartigen Eingriff im Laufe der Serie erlangt Owen seine Erinnerungen zurück, wodurch seine frühere Persönlichkeit, Sam Matthews, zurückkehrt.
Ryan Fletcher
Der Analyst ist überzeugt vom Gedanken einer Verschwörungstheorie innerhalb des US-amerikanischen Machtgefüges, was sich im Hinblick auf die Existenz der Division bewahrheitet. In Eigenregie erkennt er bestimmte Muster in den jüngsten Vorkommnissen der politischen Bühne und ordnet sie einer illegal operierenden Söldnereinheit zu. Bevor er damit an die Öffentlichkeit geht, nimmt Nikita mit ihm Kontakt auf und unterrichtet ihn darüber, dass das Bekanntwerden dieser Gruppierung nicht abzusehende katastrophale Ausmaße erreiche und überzeugt ihn, diese Informationen zurückzuhalten und mit ihr zusammenzuarbeiten. Diese Kooperation gipfelt in Ryans Tätigkeit als Leiter der „neuen“ Division, welche als Übergang von einer kriminellen Organisation als Mittel zum Zweck für deren langfristige Auflösung dient.

## Produktion

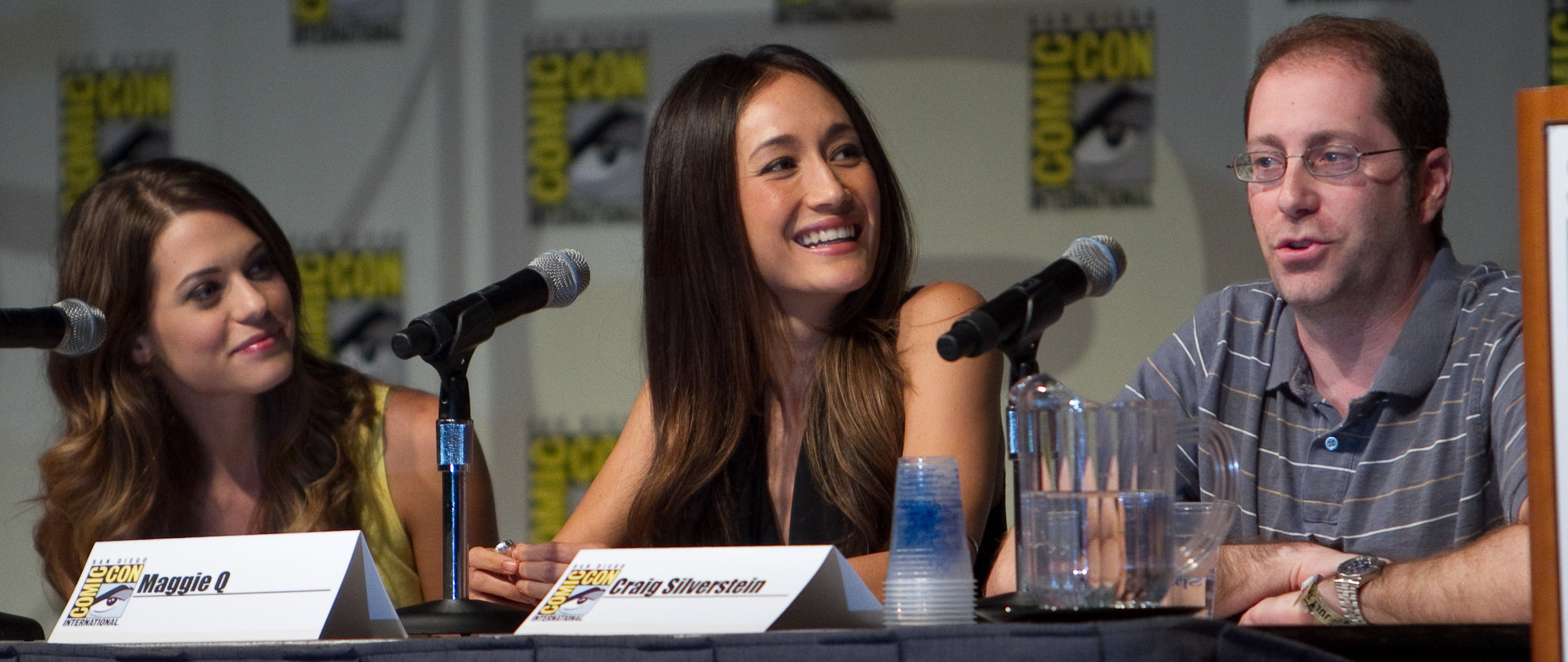
Der Produzent Craig Silverstein, sowie die Schauspieler Lyndsy Fonseca und Maggie Q auf der San Diego Comic-Con.

Der Sender The CW beabsichtigte schon längere Zeit, eine Action-Serie mit einer zentralen weiblichen Hauptrolle zu produzieren. Am 7. Januar 2010 bestellte der Sender eine Pilotfolge von Nikita, die von Danny Cannon produziert wurde. Dieser war u. a. bereits als Produzent bei CSI: Den Tätern auf der Spur tätig.
Im Februar 2010 wurde bekannt, dass Maggie Q die Rolle der Nikita und Shane West die Rolle des Michael übernehmen wird. Im März wurde die Rolle der Alex an Lyndsy Fonseca vergeben.
Im Juli 2011 wurde Dillon Casey für die Rolle des Sean Pierce verpflichtet und kurz nach Beginn der zweiten Staffel in die Hauptbesetzung mit aufgenommen.
Am 18. Mai 2010 wurde Nikita als Serie bestellt, wobei die Dreharbeiten hauptsächlich in Toronto stattfanden. Warner Bros., die die Rechte an der Serie hatten, beauftragten Craig Silverstein als Executive Producer.
Am 22. Oktober bestellte The CW eine volle Staffel mit 22 Folgen. Am 17. Mai 2011 verlängerte der Sender die Serie um eine zweite Staffel, die aus 23 Episoden besteht. Im Mai 2012 wurde die Produktion einer 22-teiligen dritten Staffel bekanntgegeben. Anfang Mai 2013 verlängerte The CW die Serie um eine verkürzte vierte und letzte Staffel mit sechs Episoden.

## Besetzung und Synchronisation
Die deutsche Synchronisation entsteht unter der Dialogregie von Oliver Schwiegershausen durch die Synchronfirma Arena Synchron GmbH in Berlin.

### Hauptbesetzung

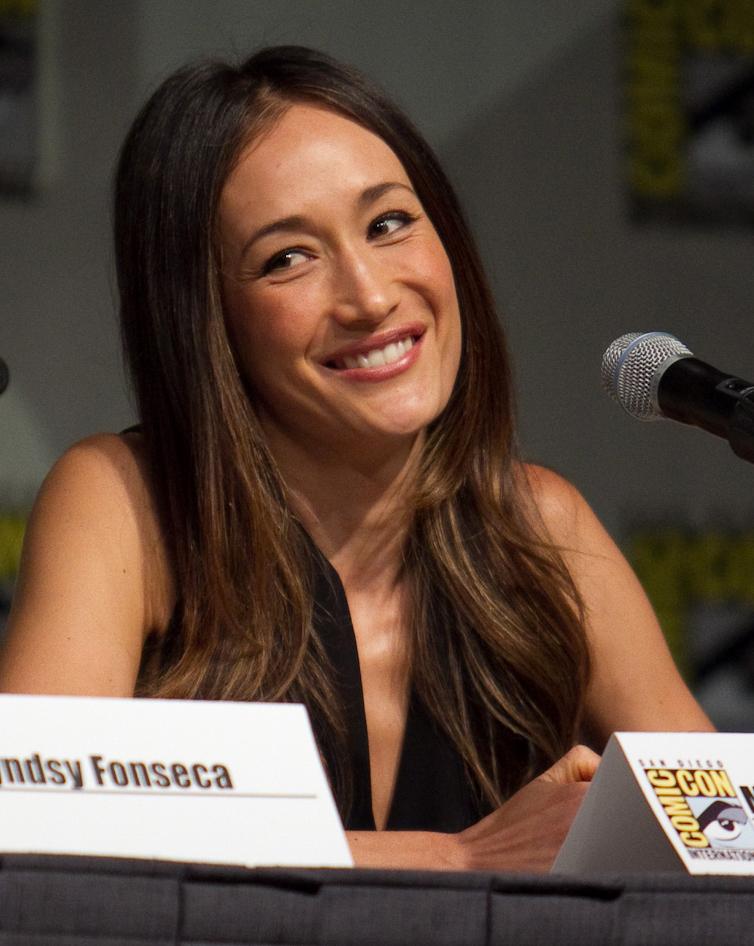
Maggie Q
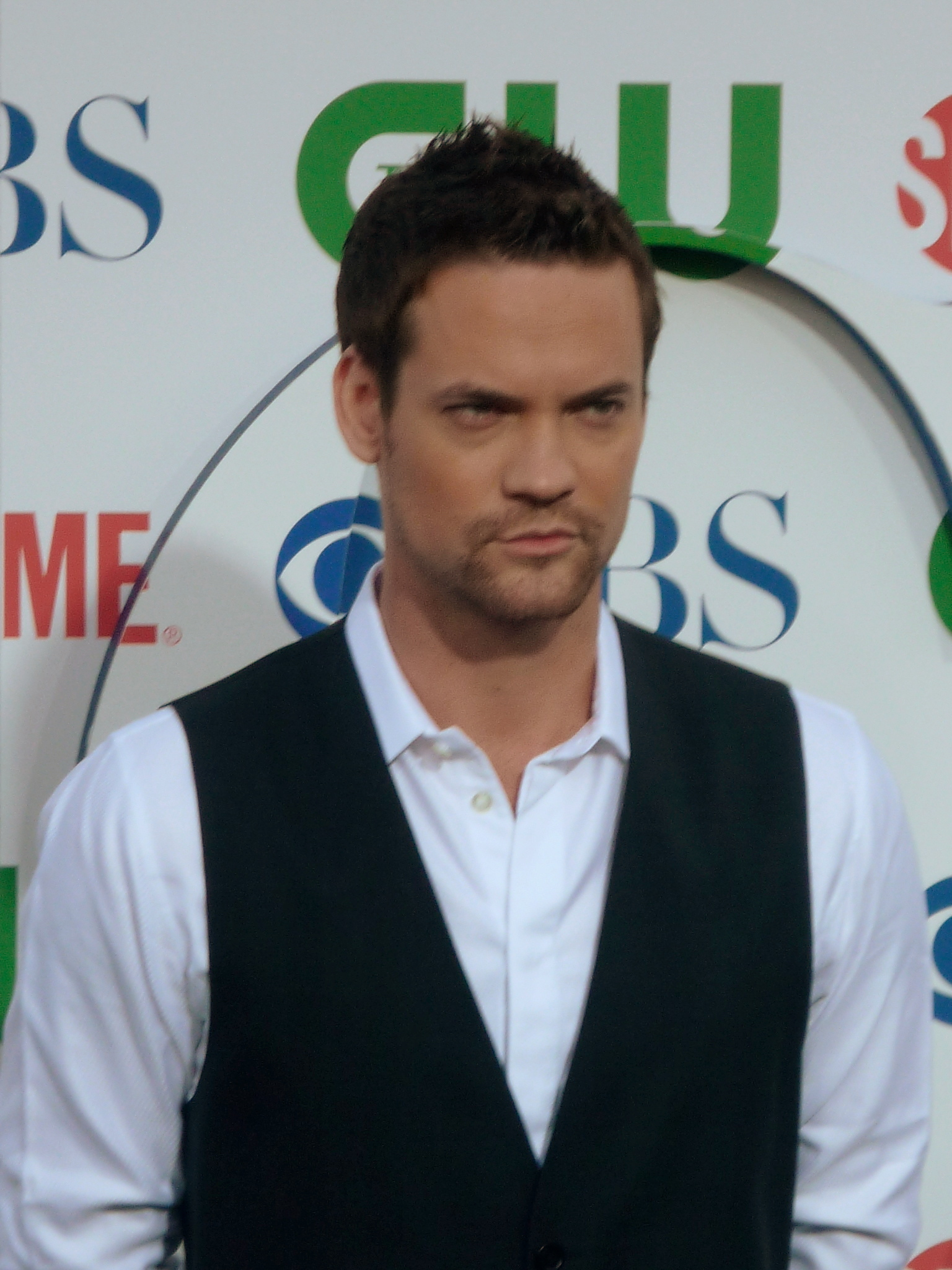
Shane West
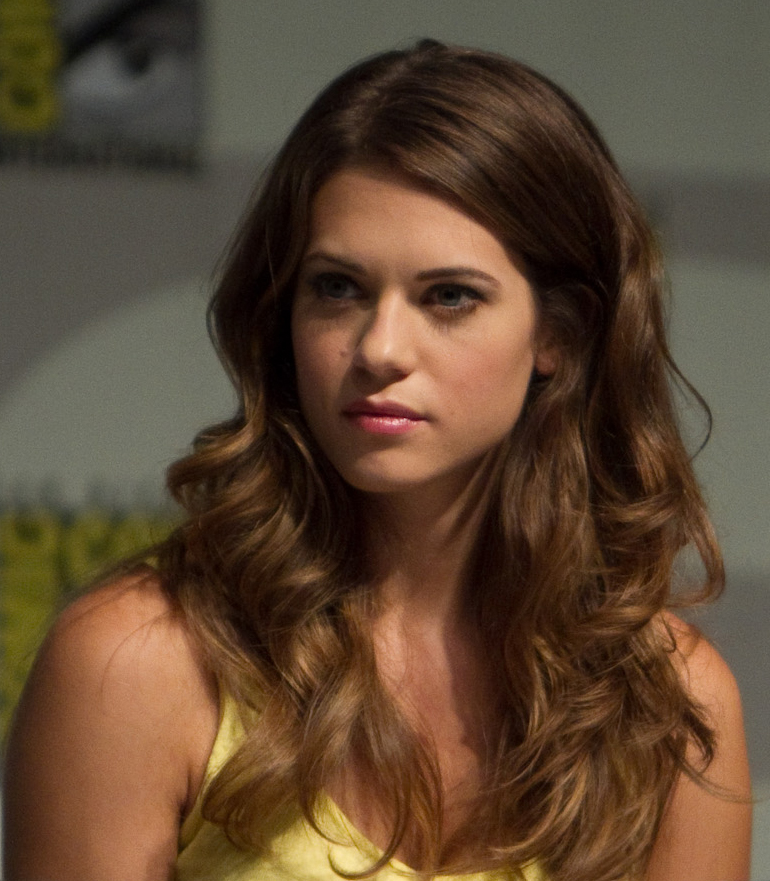
Lyndsy Fonseca
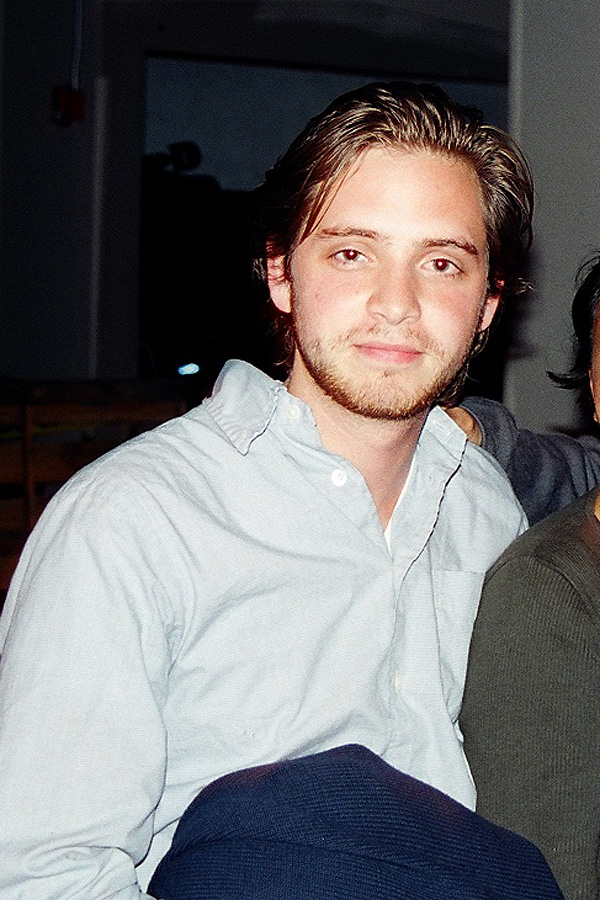
Aaron Stanford
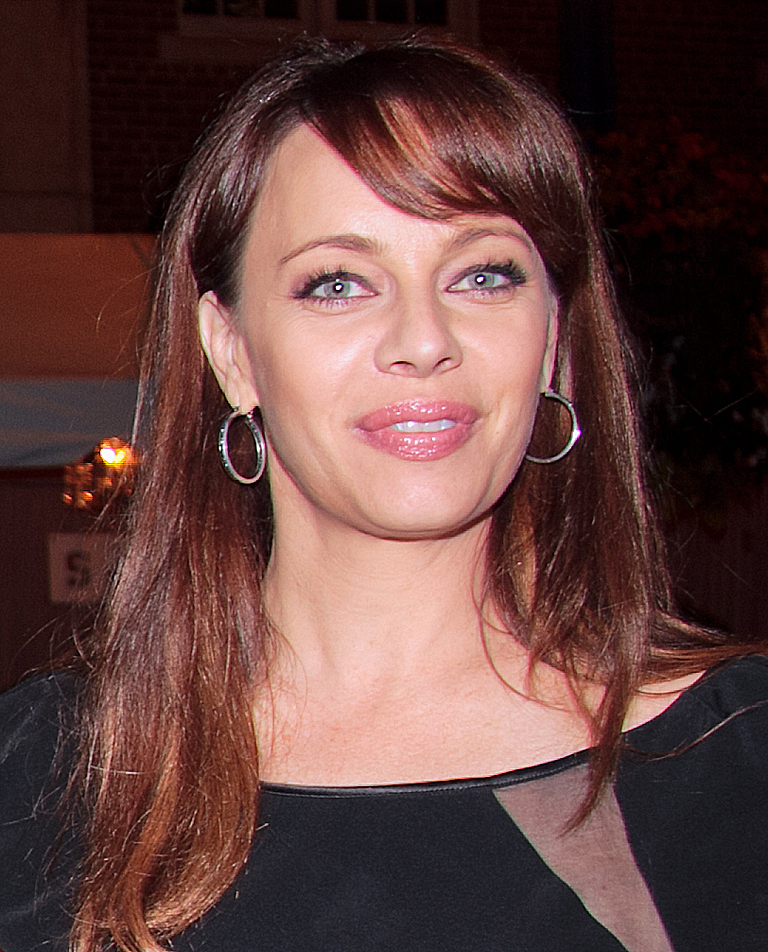
Melinda Clarke
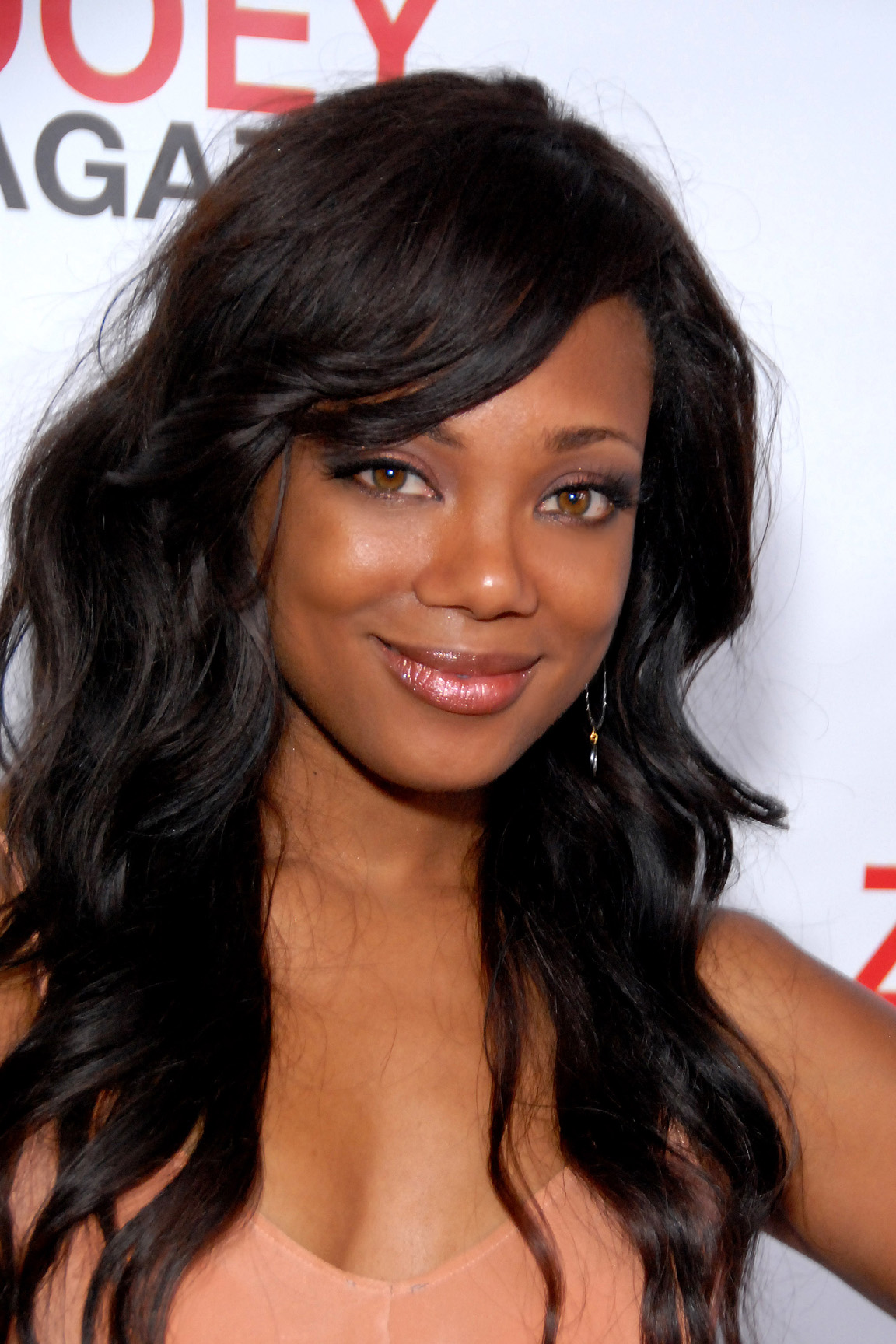
Tiffany Hines
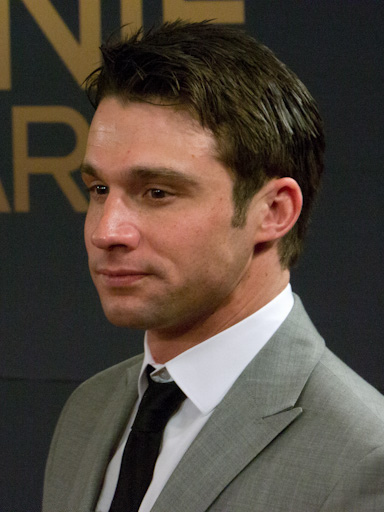
Dillon Casey

| Rolle                   | Schauspieler    | Hauptrolle (Episoden) | Nebenrolle (Episoden)                                    | Synchronsprecher  |
| ----------------------- | --------------- | --------------------- | -------------------------------------------------------- | ----------------- |
| Nikita Mears            | Maggie Q        | 1.01–4.06             |                                                          | Julia Kaufmann    |
| Michael                 | Shane West      | 1.01–4.06             |                                                          | Norman Matt       |
| Alexandra „Alex“ Udinov | Lyndsy Fonseca  | 1.01–4.06             |                                                          | Kaya Marie Möller |
| Seymour Birkhoff        | Aaron Stanford  | 1.01–4.06             |                                                          | Leonhard Mahlich  |
| Amanda                  | Melinda Clarke  | 1.01–4.06             |                                                          | Sabine Arnhold    |
| Percival „Percy“ Rose   | Xander Berkeley | 1.01–2.23             |                                                          | Holger Mahlich    |
| Jaden                   | Tiffany Hines   | 1.01–1.20             |                                                          | Rubina Kuraoka    |
| Thom                    | Ashton Holmes   | 1.01–1.12             |                                                          | David Turba       |
| Sean Mason Pierce       | Dillon Casey    | 2.08–3.18             | 2.01–2.07                                                |                   |
| Ryan Fletcher           | Noah Bean       | 3.01–4.06             | 1.10, 1.12, 1.14, 1.21–1.22, 2.07, 2.11, 2.16, 2.21–2.23 |                   |
| Owen Elliot             | Devon Sawa      | 3.04–4.06             | 1.05–1.06, 1.10, 1.18, 2.02, 2.10–2.11                   | Sascha Rotermund  |

### Neben- und Gastbesetzung
| Ab Staffel 1 - Rob Stewart als Roan (1–2) - Peter Outerbridge als Ari Tasarov (1–3) - Vieslav Krystyan als Nikolai Udinov (1–2) - Alberta Watson als Madeline Pierce (1–2) - Thad Luckinbill als Nathan Colville (1) - Darrin Klimek als Gogol Hitman (1) | Ab Staffel 2 - Lyndie Greenwood als Sonya (2–4) - Helena Mattsson als Cassandra Ovechkin (2) - Peter J. Lucas als Sergei Semak (2) - William deVry als Patrick Miller (2) - Erica Gimpel als Carla Bennett (2) |

## Ausstrahlung
In den USA startete die erste Staffel der Serie am 9. September 2010 auf The CW. Die Pilotfolge wurde dort von 3,57 Millionen Menschen gesehen und erreichte damit ein Rating von 1,4 in der Zielgruppe der 18–bis-24-Jährigen. Das erste Staffelfinale wurde am 12. Mai 2011 ausgestrahlt. Die zweite Staffel war vom 23. September 2011 bis zum 18. Mai 2012 zu sehen. Die dritte Staffel wurde vom 19. Oktober 2012 bis zum 17. Mai 2013 ausgestrahlt. Die Ausstrahlung der vierten Staffel erfolgte vom 22. November bis zum 27. Dezember 2013.
In Großbritannien wurde die Serie von ehemaligen Sender Living seit dem 7. Oktober 2010 ausgestrahlt.
In Deutschland sicherte sich die RTL Group die Ausstrahlungsrechte. Der Sender RTL II zeigte die erste Staffel der Serie vom 8. Juni bis zum 17. August 2013 am späten Samstagabend. Im Durchschnitt verfolgten 260.000 Zuschauer (4 Prozent) der werberelevanten Zielgruppe und 450.000 Zuschauer (3 Prozent) des Gesamtpublikums die 22 Episoden der ersten Staffel. Aufgrund dieser ernüchternden Zahlen ist eine weitere Ausstrahlung bei RTL II fraglich.